# Constantin Dimache
Constantin Dimache (n. 18 ianuarie 1915, Bozioru, Buzău, România – d. 23 iunie 1944, Petrăchioaia, Ilfov, România) a fost un pilot român de aviație, as al Aviației Române din cel de-al Doilea Război Mondial.
Adjutantul av. Constantin Dimache a fost decorat cu Ordinul Virtutea Aeronautică de război cu spade, clasa Crucea de Aur (19 septembrie 1941) pentru că „a doborît un avion în ziua de 12 Iulie 1941, în lupta aeriană pe teritoriul com. Gelogani, jud. R. Sărat” și, post-mortem, cu clasa Crucea de Aur cu prima și a doua baretă și clasa Cavaler (toate trei la 6 octombrie 1944).

## Decorații
- Ordinul „Virtutea Aeronautică” de război cu spade, clasa Crucea de aur (19 septembrie 1941)[5]
- Ordinul „Virtutea Aeronautică” cu spade, clasa Crucea de Aur cu o baretă (6 octombrie 1944)[6]
- Ordinul „Virtutea Aeronautică” cu spade, clasa Crucea de Aur cu 2 barete (6 octombrie 1944)[6]
- Ordinul „Virtutea Aeronautică” cu spade, clasa Cavaler (6 octombrie 1944)[6]